# ROH Women's World Championship
El ROH Women's World Championship (Campeonato Mundial Femenino de ROH, en español) es un campeonato femenino de lucha libre profesional creado y utilizado por la compañía estadounidense Ring of Honor (ROH). El campeonato fue presentado el 12 de septiembre de 2021 en el evento de Death Before Dishonor XVIII. La campeona actual es Athena, quien se encuentra en su primer reinado.
El campeonato fue introducido el 11 de julio de 2021, en Best in the World, reemplazó al Campeonato Mundial Femenil de Honor que se retiró el 1 de enero de 2020. Actualmente hay un torneo de eliminación de 15 luchadoras para coronar al campeón inaugural.

## Historia

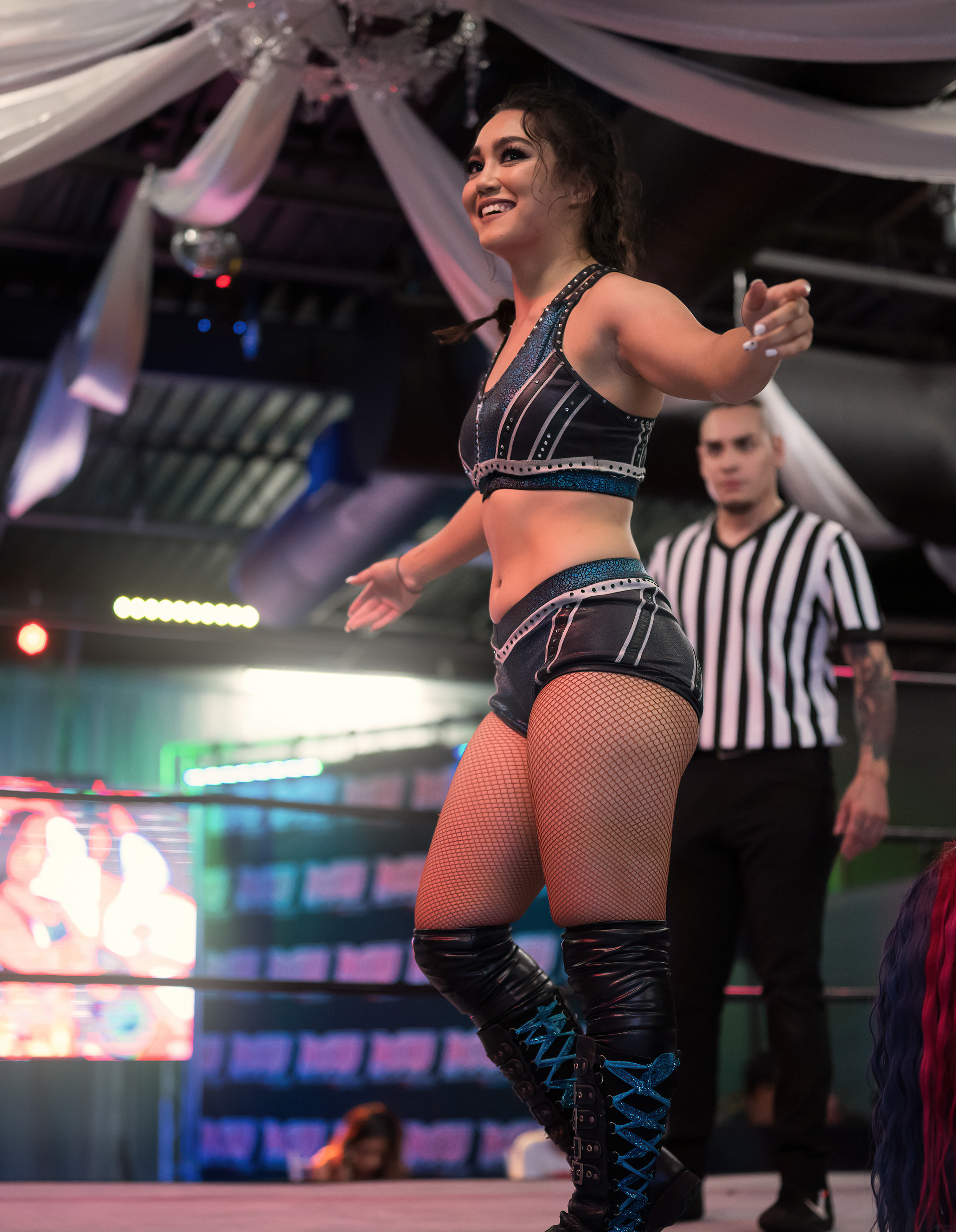
La campeona inaugural Rok-C.

El 1 de enero de 2020, el Campeonato Mundial Femenil de Honor se desactivó cuando la última campeona, Kelly Klein, fue despojada del campeonato después de que ROH no renovó su contrato. Un nuevo torneo para coronar a la Campeona Mundial Femenina de ROH inaugural estaba programado para comenzar el 24 de abril de ese año en Quest for Gold, sin embargo, ROH pospuso todos los eventos futuros debido a la pandemia de COVID-19.
El 26 de marzo de 2021, en el ROH 19th Anniversary Show, Maria Kanellis-Bennett, miembro de la Junta Directiva de ROH, anunció un torneo para coronar a una nueva Campeona Mundial Femenina de ROH. El 11 de julio, en Best in the World, se revelaron el cuadro del torneo y el campeonato en sí.

## Torneo por el título
El 11 de julio de 2021, en Best in the World se anunció un torneo por el Campeonato Mundial Femenino de ROH.

Pin=conteo de tres; Sub=rendición
|  | Primera ronda                                                                        | Primera ronda                                                                        | Primera ronda                                                                        |               |                 | Cuartos de final                        | Cuartos de final                        | Cuartos de final                        |  |               | Semifinales                           | Semifinales                           | Semifinales                           |       |       | Final                                                | Final                                                | Final                                                |  |
|  | ROH Wrestling 30 de julio de 2021 ROH Women's Division Wednesday 4 de agosto de 2021 | ROH Wrestling 30 de julio de 2021 ROH Women's Division Wednesday 4 de agosto de 2021 | ROH Wrestling 30 de julio de 2021 ROH Women's Division Wednesday 4 de agosto de 2021 |               |                 | ROH Wrestling 21 y 28 de agosto de 2021 | ROH Wrestling 21 y 28 de agosto de 2021 | ROH Wrestling 21 y 28 de agosto de 2021 |  |               | ROH Wrestling 4 de septiembre de 2021 | ROH Wrestling 4 de septiembre de 2021 | ROH Wrestling 4 de septiembre de 2021 |       |       | Death Before Dishonor XVIII 12 de septiembre de 2021 | Death Before Dishonor XVIII 12 de septiembre de 2021 | Death Before Dishonor XVIII 12 de septiembre de 2021 |  |
|  |                                                                                      |                                                                                      |                                                                                      |               |                 |                                         |                                         |                                         |  |               |                                       |                                       |                                       |       |       |                                                      |                                                      |                                                      |  |
|  |                                                                                      |                                                                                      |                                                                                      |               |                 |                                         |                                         |                                         |  |               |                                       |                                       |                                       |       |       |                                                      |                                                      |                                                      |  |
|  | 1                                                                                    | Rok-C                                                                                | Pin                                                                                  |               |                 |                                         |                                         |                                         |  |               |                                       |                                       |                                       |       |       |                                                      |                                                      |                                                      |  |
|  | 1                                                                                    | Rok-C                                                                                | Pin                                                                                  |               |                 |                                         |                                         |                                         |  |               |                                       |                                       |                                       |       |       |                                                      |                                                      |                                                      |  |
|  | 16                                                                                   | Sumie Sakai                                                                          | 9:36                                                                                 |               |                 |                                         |                                         |                                         |  |               |                                       |                                       |                                       |       |       |                                                      |                                                      |                                                      |  |
|  | 16                                                                                   | Sumie Sakai                                                                          | 9:36                                                                                 |               | Rok-C           | Rok-C                                   | 10:14                                   |                                         |  |               |                                       |                                       |                                       |       |       |                                                      |                                                      |                                                      |  |
|  |                                                                                      |                                                                                      |                                                                                      |               | Rok-C           | Rok-C                                   | 10:14                                   |                                         |  |               |                                       |                                       |                                       |       |       |                                                      |                                                      |                                                      |  |
|  |                                                                                      |                                                                                      | Quinn McKay                                                                          | Quinn McKay   | Pin             |                                         |                                         |                                         |  |               |                                       |                                       |                                       |       |       |                                                      |                                                      |                                                      |  |
|  | 9                                                                                    | Mandy Leon                                                                           | Quinn McKay                                                                          | Quinn McKay   | Pin             | 7:12                                    |                                         |                                         |  |               |                                       |                                       |                                       |       |       |                                                      |                                                      |                                                      |  |
|  | 9                                                                                    | Mandy Leon                                                                           |                                                                                      |               |                 |                                         |                                         |                                         |  |               |                                       |                                       |                                       |       |       |                                                      |                                                      |                                                      |  |
|  | 8                                                                                    | Quinn McKay                                                                          | Pin                                                                                  |               |                 |                                         |                                         |                                         |  |               |                                       |                                       |                                       |       |       |                                                      |                                                      |                                                      |  |
|  | 8                                                                                    | Quinn McKay                                                                          | Pin                                                                                  |               |                 |                                         |                                         |                                         |  | Rok-C         | Rok-C                                 | Sub                                   |                                       |       |       |                                                      |                                                      |                                                      |  |
|  |                                                                                      |                                                                                      |                                                                                      |               |                 |                                         |                                         |                                         |  | Rok-C         | Rok-C                                 | Sub                                   |                                       |       |       |                                                      |                                                      |                                                      |  |
|  |                                                                                      |                                                                                      | Angelina Love                                                                        | Angelina Love | 6:44            |                                         |                                         |                                         |  |               |                                       |                                       |                                       |       |       |                                                      |                                                      |                                                      |  |
|  | 5                                                                                    | Holidead                                                                             | Angelina Love                                                                        | Angelina Love | 6:44            | 9:18                                    |                                         |                                         |  |               |                                       |                                       |                                       |       |       |                                                      |                                                      |                                                      |  |
|  | 5                                                                                    | Holidead                                                                             |                                                                                      |               |                 |                                         |                                         |                                         |  |               |                                       |                                       |                                       |       |       |                                                      |                                                      |                                                      |  |
|  | 12                                                                                   | Max the Impaler                                                                      | Pin                                                                                  |               |                 |                                         |                                         |                                         |  |               |                                       |                                       |                                       |       |       |                                                      |                                                      |                                                      |  |
|  | 12                                                                                   | Max the Impaler                                                                      | Pin                                                                                  |               | Max the Impaler | Max the Impaler                         | 5:53                                    |                                         |  |               |                                       |                                       |                                       |       |       |                                                      |                                                      |                                                      |  |
|  |                                                                                      |                                                                                      |                                                                                      |               | Max the Impaler | Max the Impaler                         | 5:53                                    |                                         |  |               |                                       |                                       |                                       |       |       |                                                      |                                                      |                                                      |  |
|  |                                                                                      |                                                                                      | Angelina Love                                                                        | Angelina Love | DQ              |                                         |                                         |                                         |  |               |                                       |                                       |                                       |       |       |                                                      |                                                      |                                                      |  |
|  | 13                                                                                   | Angelina Love                                                                        | Angelina Love                                                                        | Angelina Love | DQ              | Bye                                     |                                         |                                         |  |               |                                       |                                       |                                       |       |       |                                                      |                                                      |                                                      |  |
|  | 13                                                                                   | Angelina Love                                                                        |                                                                                      |               |                 |                                         |                                         |                                         |  |               |                                       |                                       |                                       |       |       |                                                      |                                                      |                                                      |  |
|  | 4                                                                                    | –                                                                                    |                                                                                      |               |                 |                                         |                                         |                                         |  |               |                                       |                                       |                                       |       |       |                                                      |                                                      |                                                      |  |
|  | 4                                                                                    | –                                                                                    |                                                                                      |               |                 |                                         |                                         |                                         |  |               |                                       |                                       |                                       | Rok-C | Rok-C | Pin                                                  |                                                      |                                                      |  |
|  |                                                                                      |                                                                                      |                                                                                      |               |                 |                                         |                                         |                                         |  |               |                                       |                                       |                                       | Rok-C | Rok-C | Pin                                                  |                                                      |                                                      |  |
|  |                                                                                      |                                                                                      | Miranda Alize                                                                        |               |                 |                                         |                                         |                                         |  |               |                                       |                                       |                                       |       |       |                                                      |                                                      |                                                      |  |
|  | 3                                                                                    | Alex Gracia                                                                          | 8:43                                                                                 |               |                 |                                         |                                         |                                         |  |               |                                       |                                       |                                       |       |       |                                                      |                                                      |                                                      |  |
|  | 3                                                                                    | Alex Gracia                                                                          | 8:43                                                                                 |               |                 |                                         |                                         |                                         |  |               |                                       |                                       |                                       |       |       |                                                      |                                                      |                                                      |  |
|  | 14                                                                                   | Miranda Alize                                                                        | Pin                                                                                  |               |                 |                                         |                                         |                                         |  |               |                                       |                                       |                                       |       |       |                                                      |                                                      |                                                      |  |
|  | 14                                                                                   | Miranda Alize                                                                        | Pin                                                                                  |               | Miranda Alize   | Miranda Alize                           | Pin                                     |                                         |  |               |                                       |                                       |                                       |       |       |                                                      |                                                      |                                                      |  |
|  |                                                                                      |                                                                                      |                                                                                      |               | Miranda Alize   | Miranda Alize                           | Pin                                     |                                         |  |               |                                       |                                       |                                       |       |       |                                                      |                                                      |                                                      |  |
|  |                                                                                      |                                                                                      | Nicole Savoy                                                                         | Nicole Savoy  | 13:04           |                                         |                                         |                                         |  |               |                                       |                                       |                                       |       |       |                                                      |                                                      |                                                      |  |
|  | 11                                                                                   | Mazzerati                                                                            | Nicole Savoy                                                                         | Nicole Savoy  | 13:04           | 8:45                                    |                                         |                                         |  |               |                                       |                                       |                                       |       |       |                                                      |                                                      |                                                      |  |
|  | 11                                                                                   | Mazzerati                                                                            |                                                                                      |               |                 |                                         |                                         |                                         |  |               |                                       |                                       |                                       |       |       |                                                      |                                                      |                                                      |  |
|  | 6                                                                                    | Nicole Savoy                                                                         | Pin                                                                                  |               |                 |                                         |                                         |                                         |  |               |                                       |                                       |                                       |       |       |                                                      |                                                      |                                                      |  |
|  | 6                                                                                    | Nicole Savoy                                                                         | Pin                                                                                  |               |                 |                                         |                                         |                                         |  | Miranda Alize | Miranda Alize                         | Sub                                   |                                       |       |       |                                                      |                                                      |                                                      |  |
|  |                                                                                      |                                                                                      |                                                                                      |               |                 |                                         |                                         |                                         |  | Miranda Alize | Miranda Alize                         | Sub                                   |                                       |       |       |                                                      |                                                      |                                                      |  |
|  |                                                                                      |                                                                                      | Trish Adora                                                                          | Trish Adora   | 12:16           |                                         |                                         |                                         |  |               |                                       |                                       |                                       |       |       |                                                      |                                                      |                                                      |  |
|  | 7                                                                                    | Willow Nightingale                                                                   | Trish Adora                                                                          | Trish Adora   | 12:16           | 11:30                                   |                                         |                                         |  |               |                                       |                                       |                                       |       |       |                                                      |                                                      |                                                      |  |
|  | 7                                                                                    | Willow Nightingale                                                                   |                                                                                      |               |                 |                                         |                                         |                                         |  |               |                                       |                                       |                                       |       |       |                                                      |                                                      |                                                      |  |
|  | 10                                                                                   | Allysin Kay                                                                          | Sub                                                                                  |               |                 |                                         |                                         |                                         |  |               |                                       |                                       |                                       |       |       |                                                      |                                                      |                                                      |  |
|  | 10                                                                                   | Allysin Kay                                                                          | Sub                                                                                  |               | Allysin Kay     | Allysin Kay                             | 13:50                                   |                                         |  |               |                                       |                                       |                                       |       |       |                                                      |                                                      |                                                      |  |
|  |                                                                                      |                                                                                      |                                                                                      |               | Allysin Kay     | Allysin Kay                             | 13:50                                   |                                         |  |               |                                       |                                       |                                       |       |       |                                                      |                                                      |                                                      |  |
|  |                                                                                      |                                                                                      | Trish Adora                                                                          | Trish Adora   | Pin             |                                         |                                         |                                         |  |               |                                       |                                       |                                       |       |       |                                                      |                                                      |                                                      |  |
|  | 15                                                                                   | Marti Belle                                                                          | Trish Adora                                                                          | Trish Adora   | Pin             | 7:13                                    |                                         |                                         |  |               |                                       |                                       |                                       |       |       |                                                      |                                                      |                                                      |  |
|  | 15                                                                                   | Marti Belle                                                                          |                                                                                      |               |                 |                                         |                                         |                                         |  |               |                                       |                                       |                                       |       |       |                                                      |                                                      |                                                      |  |
|  | 2                                                                                    | Trish Adora                                                                          | Sub                                                                                  |               |                 |                                         |                                         |                                         |  |               |                                       |                                       |                                       |       |       |                                                      |                                                      |                                                      |  |
|  | 2                                                                                    | Trish Adora                                                                          | Sub                                                                                  |               |                 |                                         |                                         |                                         |  |               |                                       |                                       |                                       |       |       |                                                      |                                                      |                                                      |  |
|  |                                                                                      |                                                                                      |                                                                                      |               |                 |                                         |                                         |                                         |  |               |                                       |                                       |                                       |       |       |                                                      |                                                      |                                                      |  |

## Campeonas

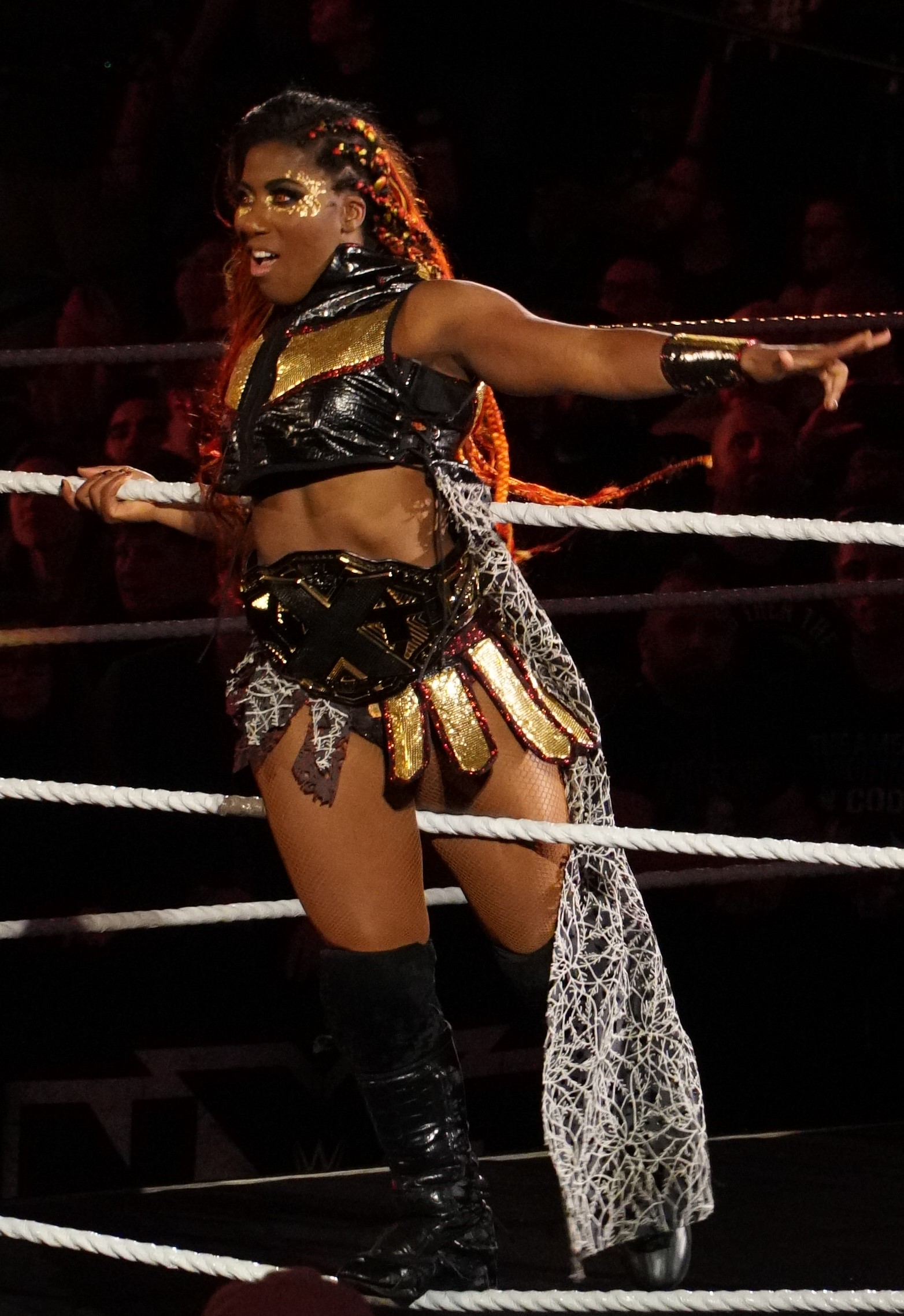
La campeona actual, Athena.

El Campeonato Mundial Femenino de Honor es el campeonato femenino de la empresa, creado a a principios de 2021 en un torneo femenil. La campeona inaugural fue Rok-C quien derrotó a Miranda Alize en la final de un torneo el 12 de septiembre de 2021 en Death Before Dishonor XVIII. Desde entonces ha habido cuatro campeonas diferentes repartidas en cuatro reinados.
El reinado más largo en la historia del título le pertenece a Athena, quien sigue manteniendo el campeonato por 961+ días en su primer reinado. Por otro lado, Deonna Purrazzo posee el reinado más corto en la historia del campeonato, con 115 días con el título en su haber.
La campeona más vieja en lograr el campeonato fue Mercedes Martinez quien a sus 41 años se coronó como campeona, mientras que Rok-C fue la campeona más joven a sus 20 años.
En cuanto a peso de las campeonas Mercedes Martinez es la campeona más pesada con 67 kg, mientras que Rok-C es la campeona más liviana con 52 kg.

### Campeona actual
La actual campeona es Athena, quien se encuentra en su primer reinado. Athena ganó el campeonato al derrotar a la excampeona Mercedes Martinez el 10 de diciembre de 2022 en Final Battle.
Athena registra hasta el 28 de julio de 2025 las siguientes defensas televisadas:
1. vs. VertVixen (14 de diciembre de 2022, Dark: Elevation)
2. vs. Kiera Hogan (26 de diciembre de 2022, Dark: Elevation)
3. vs. Marina Shafir (6 de enero de 2023, Dark)
4. vs. Miyu Yamashita (21 de enero de 2023, Prestige Vendetta)
5. vs. Willow Nightingale (9 de marzo de 2023, ROH #002)
6. vs. Emi Sakura (29 de marzo de 2023, ROH #005)
7. vs. Yuka Sakazaki (31 de marzo de 2023, Supercard of Honor)
8. vs. Miyu Yamashita (6 de abril de 2023, ROH #006)
9. vs. Skye Blue (11 de mayo de 2023, ROH #011).
10. vs. Kiera Hogan (1 de junio de 2023, ROH #014)
11. vs. Kiera Hogan (23 de junio de 2023, ROH #017)
12. vs. Willow Nightingale (21 de julio de 2023, Death Before Dishonor)
13. vs. Diamante (3 de agosto de 2023, ROH #023)
14. vs. Allisyn Kay (7 de septiembre de 2023, ROH #028)
15. vs. Angelina Love (22 de septiembre de 2023, ROH #030)
16. vs. Leyla Hirsch (5 de octubre de 2023, ROH #032)
17. vs. Mercedes Martinez (2 de noviembre de 2023, ROH #036)
18. vs. Billie Starkz (15 de diciembre de 2023, Final Battle)
19. vs. Nyla Rose (14 de febrero de 2024, ROH #052)
20. vs. Hikaru Shida (5 de abril de 2024, Supercard of Honor)
21. vs. Red Velvet (13 de abril de 2024, Battle of the Belts X)
22. vs. Queen Aminata (26 de julio de 2024, Death Before Dishonor)
23. vs. Gisele Shaw (20 de octubre de 2024, MLP Forged In Excellence - Tag 2)
24. vs. Abadon (26 de octubre de 2024, ROH #088)
25. vs. Billie Starkz (20 de diciembre de 2024, Final Battle)
26. vs. Thekla (13 de enero de 2025, Stardom New Year Stars)
27. vs. Alex Windsor (15 de febrero de 2025, Global Wars: Australia)
28. vs. La Catalina (26 de febrero de 2025, ROH #106)
29. vs. Thunder Rosa (11 de julio de 2025, Supercard of Honor)
30. vs. Alex Windsor (26 de julio de 2025, Collision)

### Lista de campeonas
| N.º | Campeona          | Lucha                    | Lucha                       | Lucha                   | Estadísticas | Estadísticas | Notas y referencias |
| N.º | Campeona          | Fecha                    | Evento                      | Ubicación               | Reinado      | Días         | Notas y referencias |
| --- | ----------------- | ------------------------ | --------------------------- | ----------------------- | ------------ | ------------ | --- |
| 1   | Rok-C             | 12 de septiembre de 2021 | Death Before Dishonor XVIII | Filadelfia, Pensilvania | 1            | 120          | Derrotó a Miranda Alize en la final del torneo. |
| 2   | Deonna Purrazzo   | 9 de enero de 2022       | IMPACT!                     | Dallas, Texas           | 1            | 115          | Fue un Winner Takes All Match, donde el Campeonato Reina de Reinas de AAA de Purrazzo también estuvo en juego. Fue emitido el 13 de enero. Este es el reinado más corto en la historia del campeonato.                                                             |
| —   | Mercedes Martinez | 1 de abril de 2022       | Supercard of Honor XV       | Garland, Texas          | —            | 33           | Purrazzo no pudo defender el título debido a que estaba programada en otra cartelera esa misma noche. Debido a esto, se acordó una lucha entre Mercedes Martinez y Willow Nightingale para determinar a la campeona interina. ROH reconoce el reinado de Purrazzo. |
| 3   | Mercedes Martinez | 4 de mayo de 2022        | Dynamite                    | Baltimore, Maryland     | 1            | 220          | Derrotó a Purrazzo para definir a la campeona indiscutible. |
| 4   | Athena            | 10 de diciembre de 2022  | Final Battle                | Arlington, Texas        | 1            | 961+         | Este es el reinado más largo en la historia del campeonato. |

### Total de días con el título
La siguiente lista muestra el total de días que una luchadora ha poseído el campeonato, si se suman todos los reinados que posee. Actualizado a la fecha del 28 de julio de 2025.
| + | Indica al campeón actual |

| N.º | Campeón           | Reinados | Total de días |
| --- | ----------------- | -------- | ------------- |
| 1   | Athena            | 1        | 961+          |
| 2   | Mercedes Martinez | 1        | 220           |
| 3   | Rok-C             | 1        | 120           |
| 4   | Deonna Purrazzo   | 1        | 115           |